# Iglesia de San Cipriano (Fontiveros)

La iglesia parroquial de San Cipriano es un templo católico situado en la localidad española de Fontiveros, perteneciente a la provincia de Ávila, en la comunidad autónoma de Castilla y León. 

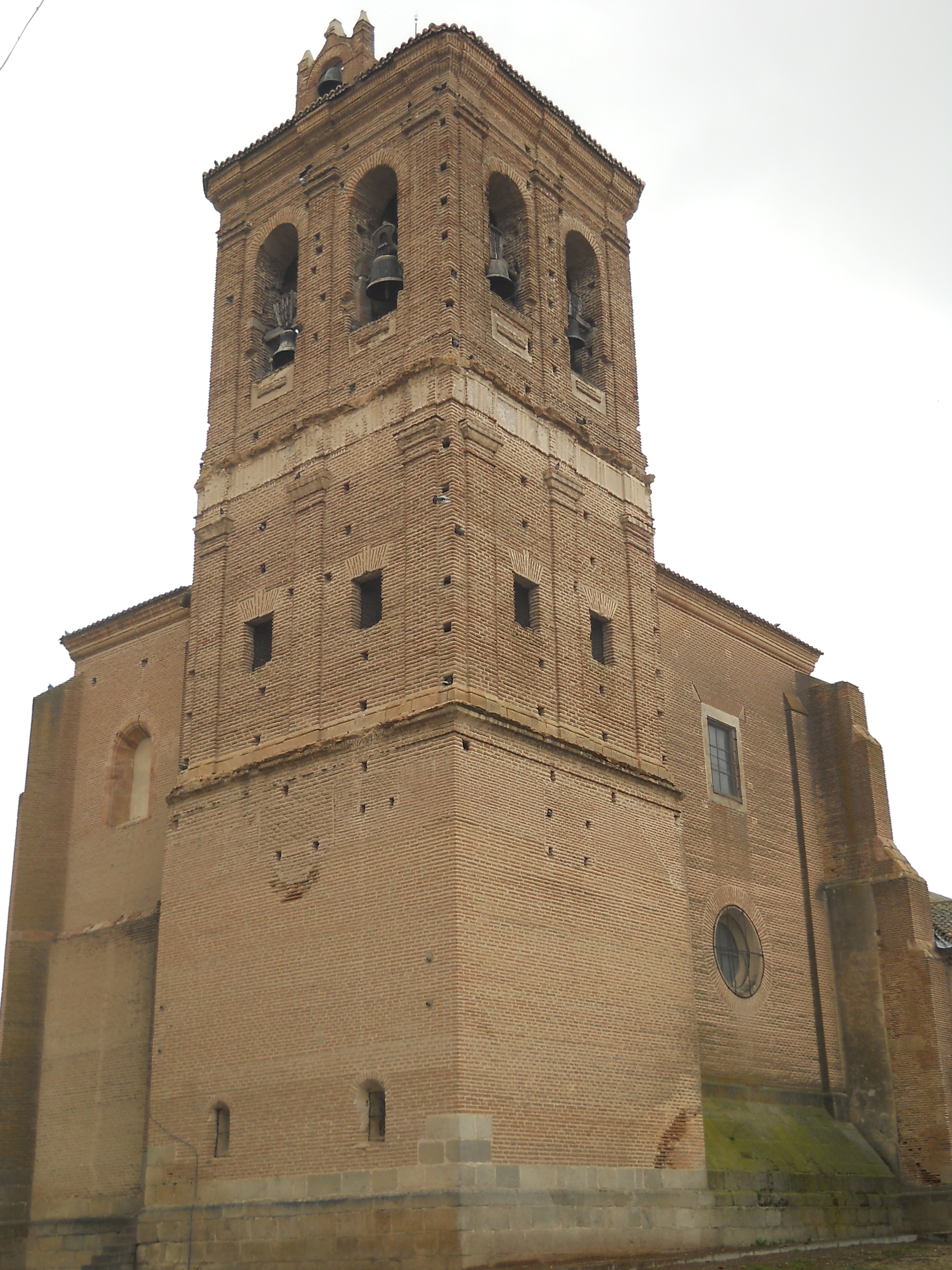
Detalle de la torre campanario de la iglesia

A la construcción original de tres naves, de estilo mudéjar y edificada en un momento indeterminado entre los siglos XII y XIII, se le han incorporado con las diferentes remodelaciones de los siglos XVI y XVII elementos góticos (la cabecera) y renacentistas (la torre). El 3 de julio de 1546 sufrió un incendio que destruyó todo el artesonado y Cristóbal de Zabala se encargó de la construcción del nuevo, aunque se perdió gran parte del mismo en el siglo XVIII.
La iglesia fue declarada monumento histórico-artístico —antecedente de la figura de bien de interés cultural— por Decreto de 26 de mayo de 1943.

## Historia y características
A finales del siglo XIII, Fontiveros era la aldea de mayor importancia económica y demográfica del norte de Ávila, en la que además se asentaron varias familias de nobles e hidalgos. Esto es lo que propició la construcción de una iglesia de tales dimensiones (56m x 24m) posiblemente ampliando otra iglesia del siglo XII. La construcción primitiva estaba levantada con muros de cal y canto entre hiladas de ladrillo. El interior dividido en tres naves separadas arcos formeros ligeramente apuntados, con alfiz, y de un estilo románico-mudéjar inspirado en la catedral vieja de Salamanca o la colegiata de Toro, ya que también están en proceso de construcción. Esta corriente se define muy bien en la puerta sur, en la que vemos un arco apuntado de doble arquivolta, en el que el arco de medio punto románico comienza a ser el apuntado gótico, pero con una técnica de construcción mudéjar y decorada con los frisos en esquinilla y sardinel. Sin embargo, la puerta norte, de fecha posterior, el arco es claramente apuntado, no peraltado, con una hilera que define el capitel y también con doble arquivolta, pero con alfiz sobresaliente y friso a sardinel. 
La cabecera original fue sustituida en 1536 por Lucas Giraldo, posteriormente sustituida por Rodrigo Gil de Hontañón en 1558-1572, y la torre construida en 1700 por Cristóbal Muñoz y Montesinos. La posible cabecera tiple mudéjar original del siglo XII, fue sustituida en 1536-1546 por Lucas Giraldo, arquitecto y escultor de la catedral de Ávila. En 1546, una vez terminada la nueva capilla, se derriba la antigua, y poco tiempo después se produce un incendio que la deja muy dañada. La nueva obra fue llevada a cabo por Rodrigo Gil de Hontañón entre 1558-1572, considerado uno de los mejores arquitectos del Renacimiento en España. Hontañón crea una cabecera de gran altura con bóvedas de crucería estrellada con combados en la central y de crucería y combados simples en las laterales. Del lado del altar se apoyan en pilares de columnillas góticas reutilizadas de la obra de Giraldo, adaptadas por una pequeña moldura con friso. Del lado de la nave central, se sustentan por dos grandes columnas con las ménsulas de Giraldo, al que se le añade un cuerpo con moldura de Hontañón. En los muros laterales se apoyan sobre unas ménsulas decoradas con volutas, hojas de acanto y unos querubines. Las claves tienes una decoración plateresca de flores, ángeles y veneras, destacando las de la nave sur por la heráldica minuciosamente tallada y policromada. El lado del altar mayor tendría la ventana central y derecha, hoy tapadas, pero por el exterior podemos ver que son de medio punto, en piedra de villamayor, y una de ellas conserva una exquisita decoración plateresca, obra de Vasco de la Zarza. La sacristía es la base de la torre, de Lucas Giraldo, para la que hizo la entrada de piedra y en la que sorprendentemente, se conserva la puerta original, y la escalera de caracol, simple en la parte inferior pero después en forma de espiral. La torre había quedado dañada después del incendio y quedaría desproporcionada con la nueva cabecera, por lo que a comienzos del siglo XVIII se construye una nueva de la mano de Cristóbal Muñoz y Montesinos. Esta nueva torre barroca de ladrillo añade dos cuerpos a la sacristía, dividido entre ellos por una moldura y un friso con metopas, y compuesto el del medio por pilastras y cuatro vanos adintelados; y el superior con pilastras terminando en una complicada cornisa, y abierto por ocho grandes arcos de medio punto para albergar las campanas. 

### Armadura
El edificio se cubriría en un principio con una armadura de par y nudillo en la nave central y colgadizos en los laterales a diferente altura, como es habitual, pero esto se destruyó en el incendio del 2 de julio de 1546. Es la razón por la que se encarga esta obra monumental a Cristóbal de Zabala , el cual contará con un taller de 96 carpinteros que lo terminarán con bastante rapidez, en sólo dos años.
La nueva techumbre consta de tres cubiertas de  par y nudillo, algo único junto con su decoración, y les cubre un único tejado. La mayor parte fue cambiada a lo largo de los siglos y hoy conservamos en la parte de los pies del edificio, la armadura sur y la central. La armadura sur es de un tirante y tiene una decoración en aspa en los faldones y harneruelo, con línea doble y pintado en triángulos blancos y negros en los cantos.  La central, es una obra única por su decoración de evolución entre lo mudéjar y lo clásico, junto con la recarga decorativa de los faldones y los tirantes dobles. El harneruelo está compuesto por artesones hexagonales, con florones en el interior y formando rombos entre ellos. Los faldones tienen una estructura añadida en aspa entre los pares y todo ello decorado con talla de cuerda y motivos vegetales. Este estilo ya ha evolucionado de la decoración de lazo, con pinjantes y mocárabes, puramente islámica; a una decoración vegetal y geométrica, cómo influencia clásica renacentista dentro de una técnica mudéjar. Esta obra fue restaurada en 2007 por la Fundación del Patrimonio Histórico de Castilla y León (hoy Fundación Santa María la Real del Patrimonio Histórico), la diócesis de Ávila y la Parroquia de San Cipriano.

### Capilla de la Pila Bautismal
En esta pila fue bautizado San Juan de la Cruz, aproximadamente en 1542 aunque no tenemos su partida de bautismo ya que se destruyó en el incendio años más tarde. En 1680 se coloca este placa conmemorativa del hecho que dice: 
En esta pila se bautizo el místico doctor San Juan de la Cruz, primer carmelita descalzo, ilustre honra de esta nobilísima villa, por haber sido natural de ella. Nació el año de 1542 a 24 de junio. Murió el de 1591 a 14 de diciembre. Hízose siendo cura el licenciado Joseph Velado. Año de 1680
En la pared este encontramos la alacena decorada en su interior con la escena del bautismo de Jesucristo del siglo XVII. En 1856 se hace la capilla de estilo neoclásico compuesta de cuatro pilares con molduras y una cúpula rebajada sobre pechinas. En ellas encontramos medallones con la representación de Santa Teresa (Trasverberación), Santa Bárbara con la torre, Santa Águeda con los senos en el plato y Santa lucía con los ojos en un plato. Antes de la entrada está el altar de la Purísima Concepción, con una imagen del siglo XX y un altar neogótico de principios del siglo XX.

### Coro y Tumba de Gonzalo de Yepes y Luis de Yepes Álvarez
Rodeado por una reja encontramos la sepultura de Gonzalo de Yepes y Luis de Yepes Álvarez, padre y hermano pequeño de San Juan de la Cruz, los cuales murieron cuando éste era pequeño, y fue el motivo de que tuviesen que irse de la villa en busca de una mejor vida. Los restos originalmente fueron enterrados en el cementerio exterior, al lado norte de la iglesia, pero en 1680 se trasladaron aquí. A los pies de la iglesia está el coro, realizado durante la reforma de finales del XVI pero que nunca llegó a completarse. Posiblemente fuese utilizado para eventos no religiosos como concejos de la villa, recaudación de impuestos y la representación teatral de escenas religiosas. A ambos lados hay dos relicarios con los buscos de dos mujeres de finales del XVI de estilo renacentista. En la pared del fondo hay tres pinturas con la representación de un Cristo y la Virgen de Loreto del s XVII y el central con dos vírgenes, del s XVIII.

### El órgano
Este órgano fue hecho en Toledo por Pedro Llañeza en 1779. Es de tipo castellano, con trompetas y una sola hilera de teclas. El magnífico mueble es de estilo rococó con una composición piramidal y en tonos azul, rojo y dorado. Fue restaurado en para la conmemoración del centenario de San Juan de la Cruz en 1992 y actualmente se utiliza para eventos religiosos y para el Festival de Órgano de Ávila. En 1999 se grabó Iberische Orgelmusik des Siglo de Oro por Gerhard Gnann.

### El Altar Mayor
El gran altar barroco fue construido en 1763 por Miguel Martínez de Quintana, a excepción de la parte baja central de un altar anterior, en el que se encuentra un cristo de marfil del siglo XVII, y que tendría un misterio articulado junto con los cuatro ángeles situados en el ático. El retablo de Martínez de la Quintana es una obra barroca de grandes dimensiones, adaptada al marco arquitectónico con una decoración exuberante y dorada. Está compuesto por tres carriles separados por columnas de orden gigante, y tres alturas, con un friso desde dónde comienza el ático que se amolda al ábside nervado. En la hornacina central está representado San Cipriano, patrón de la iglesia, portando el libro y un gran báculo, y portando la capa roja de mártir. A ambos lados le acompañan Santa Teresa de Jesús y San Juan de la Cruz, junto con San Segundo, patrón de la diócesis de Ávila en lo alto. En frente encontramos los dos púlpitos del finales del XVI, con dos tornavoces decorativos de forma piramidal del siglo XVIII. Detrás de estas columnas encontramos altares de antiguas iglesias desamortizadas dónde encontramos las imágenes del Carmen, San José o Santa Águeda destacando a San Antón, por su celebración de los Quintos en torno al 17 de enero, y Santa Bárbara, por ser un bello ejemplo de una escultura refinada del barroco dieciochesco.

### Capilla de los Pamo
En el lado sur de la cabecera estaba la capilla de los Pamo, rama con los Dávila que después serán los Pamo Constreras, y que a finales del siglo XV era la familia noble más pudiente de la poblaciones. Francisco Pamo, fue alcaide de la ciudad de Ávila y escribano mayor del sexmo (principal notario provincial) y junto con sus hermanos, fue el encargado de construir el Palacio que hoy encontramos en las cuatro calles, junto con esta capilla para su enterramiento. Durante la reforma de Lucas Giraldo, esta familia se negó a ceder la capilla para la nueva construcción, incluso trataron de impedirla, lo que supuso que fuese amenazados por la excomunión sino colaboraban. Finalmente, aceptaron en cierta manera, porque vendieron la armadura a la iglesia de Villamayor (Ávila), y hoy está considerada uno de los mejores ejemplos de lacería mudéjar de la Moraña. Los muros de la capilla fueron finalmente destruidos durante la reforma de Manuel de Larra y Churriguera en el siglo XVIII, cuya obra se ocupó de abrir vanos para una mejor iluminación, reparar muros y sobre todo arreglar los problemas de las cubiertas. En las tumbas están enterrados Francisco Pamo y María de Contreras. Posiblemente fueron talladas por lucas Giraldo a principios del siglo XVI, representando a María con hábito, toca y rosario; y a Francisco con armadura y espada de caballero. Abajo están sus armas sostenidas por niños y ángeles entre vides en alusión a la resurrection de las almas. Estas tumbas posiblemente fueron destruidas y algunas partes se saquearon durante la Guerra de la Independencia, y fueron restituidas, aunque sin criterio, a mediados de siglo. El retablo barroco es de estilo churrigueresco, del siglo XVIII. En la pintura se representa la Adoración al Niño por San Juan de la Cruz y Santa Teresa de Jesús. La imagen principal es una piedad de finales del siglo XV de estilo hispano flamenco que debido a sus características podría atribuirse a Alejo de Vahía Aunque posiblemente no fuesen descendientes, a los pies del altar se encuentra una lápida perteneciente a Gerónimo Gómez de Sandoval, caballero de la Orden de Santiago, almirante de la Armada Real y miembro del Consejo de Guerra de Felipe IV, que en 1641 se convirtió en Señor de Hontiveros. Posiblemente estaba situada en el antiguo convento de Agustinos o Franciscanos, del que sería patrocinador. Sus descendientes se convirtieron en marqueses de hontiveros

### Capilla Real de San Juan Bautista
Diego de Arriaga e Isabel de Villegas eran un matrimonio de familia noble que  fundaron esta capilla privada con privilegio real en 1570, para su uso y enterramiento dedicada a San Juan Bautista, santo que daba nombre al sexmo al que pertenecía Fontiveros . Diego era secretario de Felipe II e Isabel, de la cámara de sus hermanas la Emperatriz María de Austria y Portugal y  Juana de Austria. Podemos ver a ambos lados del altar los retratos de los fundadores y el escudo real de Felipe II en lo alto. En el altar está imagen de finales del XVI, de grandes dimensiones y estilo manierista, adornado con un retablo rococó del siglo XVIII, al igual que el pequeño Juan Bautista a la derecha. La capilla, a la que se accede por una espléndida reja contemporánea dedicada a la virgen y con las armas del rey y la familia, es de estilo herreriano, renacentista, compuesta por un muro con pilastras, friso, moldura de granito, y una bóveda de medio cañón, todo ello adornado con frescos, que representan los cuatro evangelistas, motivos vegetales, y la inscripción de los fundadores. Posteriormente se amplió creando un pequeño coro para los capellanes y una sacristía. Estas capillas eran de uso privado e independiente del resto de la iglesia, con su cura propio culto y capellanes. A su muerte, los fundadores se entierran aquí y donan todos sus bienes a la capellanía que regentará su fundación, formada por un Capellán mayor y siete capellanes, que vivirían en su casa, hoy casa parroquial 
Isabel nos cuenta en su testamento el funcionamiento de esta fundación y las obras pías que deben hacer, como el día de Todos los Santos se ofrecía una fanega de pan a los pobres; y el día de Reyes se elegían 12 doncellas a las que se les daba limosna para casarse o ser monja. Además, se encargaron de la educación de la población, ya que la fundación contrataba a una maestra enseñar a “labrar y coser” a las niñas, y un maestro “a leer latín y romance” a los niños; y de la educación secundaria con un “maestro de gramática y latinidad”. La gran cantidad de rentas va a suponer que el Capellán Mayor fuese el clérigo más poderoso incluso que el párroco de la Iglesia, y que poco a poco se irán fusionándose hasta que se desamortizó.

### Capilla de San Antonio
A la izquierda del altar tenemos esta capilla con retablos barrocos del XVIII provenientes de antiguas iglesias. La principal es de San Antonio con el Niño en brazos, a la izquierda Cristo resucitado a la derecha el San Cipriano más antiguo de la iglesia, del siglo XVI. En la parte inferior hay una pintura de la inmaculada y en la superior de San Luis. En el retablo de al lado, de misma época y estilo, lo preside un San Roque de talla popular junto con un niño Jesús. La pintura del ático es de San Jerónimo penitente, y las pinturas laterales de la Anunciación y San Juan Bautista, más que por su calidad técnica, destacan por los marcos rococó.

### Sacristía
La sacristía fue construida durante la reforma de Lucas Giraldo, siendo la base de la torre. Es de planta cuadrado con una bóveda de crucería casi semicircular aunque posteriormente tapada y adornada en el siglo XIX. La puerta de acceso es un arco de medio punto con decoración de bolas de Ávila y una puerta policromada del siglo XVII. El mueble principal es una cajonería rococó de roble del siglo XVIII, presidida por un Cristo en la Cruz contemporáneo al mueble. En el muro este, el banco con cajones es de la misma época y estilo pero era del antiguo convento de Agustinos. En el muro oeste destaca el archivo parroquial construido en el siglo XVIII a diferente altura y a prueba de fuego. La pintura de esta capilla, todas de finales del XVI está compuesta por un San Juan Bautista a la izquierda, por un San Juan Bautista con el libro y el cordero inspirado en un grabado de la época; y a la derecha un Ecce Homo de busto con la corona de espinas y manto púrpura y gran expresión de dolor.  En el centro encontramos "La coronación de espinas", en el que vemos como tres personajes, le colocan las espinas a un cristo sentado en medio y se burlan. Esta es una de las mejores pinturas del templo, en el que destaca el trato de la luz y el espacio, con un ligero tenebrismo; el tratamiento de los ropajes, que son contemporáneos a la obra; y una técnica pictórica inspirada en el manierismo de Tiziano.

### Capilla del Cristo de la Piedad
Esta capilla se añadió en el siglo XVI, con planta cuadrada y a la que posteriormente se la añadió una cúpula de media naranja sobre pechinas con molduras. En 1781 se hizo la reja de entrada, de bronce dorado con barrones voluminosos sobre una base de piedra y una especie de medallones en la parte superior con decoración rococó y los elementos de la Pasión. Está dedicada al Cristo de la Piedad, imagen principal, original del siglo XVI, con un largo canon, y con un tratamiento muy expresivo del sufrimiento tanto en su cuerpo como en su rostro. Está sobre un retablo rococó de finales del XVIII, con espejos, elementos de la Pasión y en el ático una representación del paño de la Verónica. A la izquierda del altar encontramos en primer lugar los restos de sillería de un antiguo coro del siglo XVI, y un díptico tardogótico de alrededor del 1500. En el representa a la  "Dolorosa" a la derecha, en posición de oración con el rosario y en dirección a la tabla de la izquierda, en la que se representa la "Institución de la Eucaristía", con Cristo en una posición central , mirando al espectador, bendiciendo y sosteniendo el cáliz, en el cual está representada la Crucifixión el la forma sagrada. Ambas figuras tienen detalles dorados como el cáliz, la cruz del rosario o las aureolas, y sobre un fondo neutro se superpone una decoración plateresca que les rodea. Entre las dos capillas está el altar de la Virgen del Rosario, imagen vestidera del siglo XVII que sustituiría a la románica. La fiesta se celebraba el 2 de julio y era la patrona del pueblo, y también es utilizada como dolorosa durante la Semana Santa.

### Capilla de Santa María de los Mártires o Capilla Museo
Esta capilla fue construida simultáneamente con la anterior, con las mismas proporciones, la posterior cubrición con bóveda de media naranja y con una verja en madera del siglo XVI. La diferencia sería la función, ya que sería para enterramiento debido a los arcosolios. Se desconoce quién la fundó y a quién está dedicada ya que sólo hay enterrado un escribano de la villa del siglo XVI y se usó posteriormente de trastero. En escultura destaca la Virgen de la Pera o de los Mártires, que es contemporánea a la iglesia, pero durante muchos años estuvo en la Ermita de la plaza de San Juan de la Cruz, hoy desaparecida. Es de estilo tardo románico del siglo XIII, de gran monumentalidad, hierática, mirando al frente, con cristo bendiciendo a la derecha. Fue policromada nuevamente en el siglo XVI con un plateresco al que se le añadió la oración "Roga Pro Nobis". 
A ambos lados hay dos relieves con los temas Santa Catalina y a la Virgen de la Misericordia, del siglo XVI. A la izquierda está la imagen de la Virgen de Cardillejo, que viene del convento del mismo nombre situado entre Fontiveros y Ribilla de Barajas. Es de finales del XV, con una iconografía muy curiosa: una virgen mirando al frente con el pelo destapado, amamantando al niño, el cual se gira hacía nosotros. La siguiente escultura es Catalina de Alejandría, de finales del XVI y era del antiguo convento de Agustinos, fundado en esa época y desamortizado en el siglo XIX. El "Ecce Homo" , que fue la puerta de un sagrario, está atribuido Luis de Morales y se basa en el modelo de Sebastiano del Piombo que se encuentra en el Museo del Prado.
Hay un pequeño San Juan de la Cruz del siglo XVIII y un San Sebastián de finales del XV, de estilo hispano flamenco, atribuido a Alejo de Bahía. Su representación es excepcional porque parece ser un cristo en la columna reutilizado, al que se le han movido los brazos para atarse a la columna por detrás. Además, se le representa de una forma muy realista, como un noble de la época con bonete y collares. Es posible que fuese uno de los mártires de la ermita anteriormente mencionada. Al otro lado encontramos a un San Cipriano bendiciendo del siglo XVII y es la imagen procesional del patrón de esta iglesia. As su derecha está San Pascual o Diego de Alcalá, del siglo XVII, mostrando en sus manos el atributo que ha perdido. Y próximo a este está San Cristóbal, del siglo XVII, con túnica corta y angulosas ropas, con el niño en el hombro mientras camina.
Los textiles son dalmáticas, capas y casullas, como muestras de los conjuntos desde finales del XVI , como es el rojo del capellán mayor de la Capilla Real, con bordado de aplicación, con el cordero sobre el libro y el escudo de los fundadores; el del primer capellán, con sus armas ya que era sobrino de Isabel de Villegas; y a continuación diferentes ejemplos pasando desde finales del XVI, al estilo naturalista del XVII, evolucionando al estilo bizarro y finalmente un ejemplo de factura industrial valenciana del siglo XIX.